# Onada Edicions
Onada Ediciones es una editorial española con sede en Benicarló, Bajo Maestrazgo. Tiene como objetivo fundamental la difusión del patrimonio natural y cultural, así como el fomento de la creación literaria y del pensamiento, y la promoción de sus autores. Su espacio de actuación es todo el ámbito lingüístico, especialmente las comarcas septentrionales valencianas y meridionales catalanas. La apuesta de Onada es impulsar obras de calidad, tanto en el contenido como en los aspectos técnicos de edición.
Onada, para articular esta iniciativa, ha puesto en marcha las siguientes colecciones: La Nau (análisis y reflexión), La Gràfica (fotografía), La Barcella (patrimonio), La Teca (gastronomía), Narratives, Conèixer (profundizar en el territorio), Cruïlla (nuestras villas y ciudades), Paisatges de la Memoria (paisajes perdidos), La Feram (literatura juvenil), Contalles (literatura infantil), Eines (sociedad de la información y comunicación) Poesia y Teatre.
Entre los autores que ha publicado se encuentran Manel Alonso i Català, Manel Joan i Arinyó o Enric Lluch i Girbés.